# Anabole steroïden

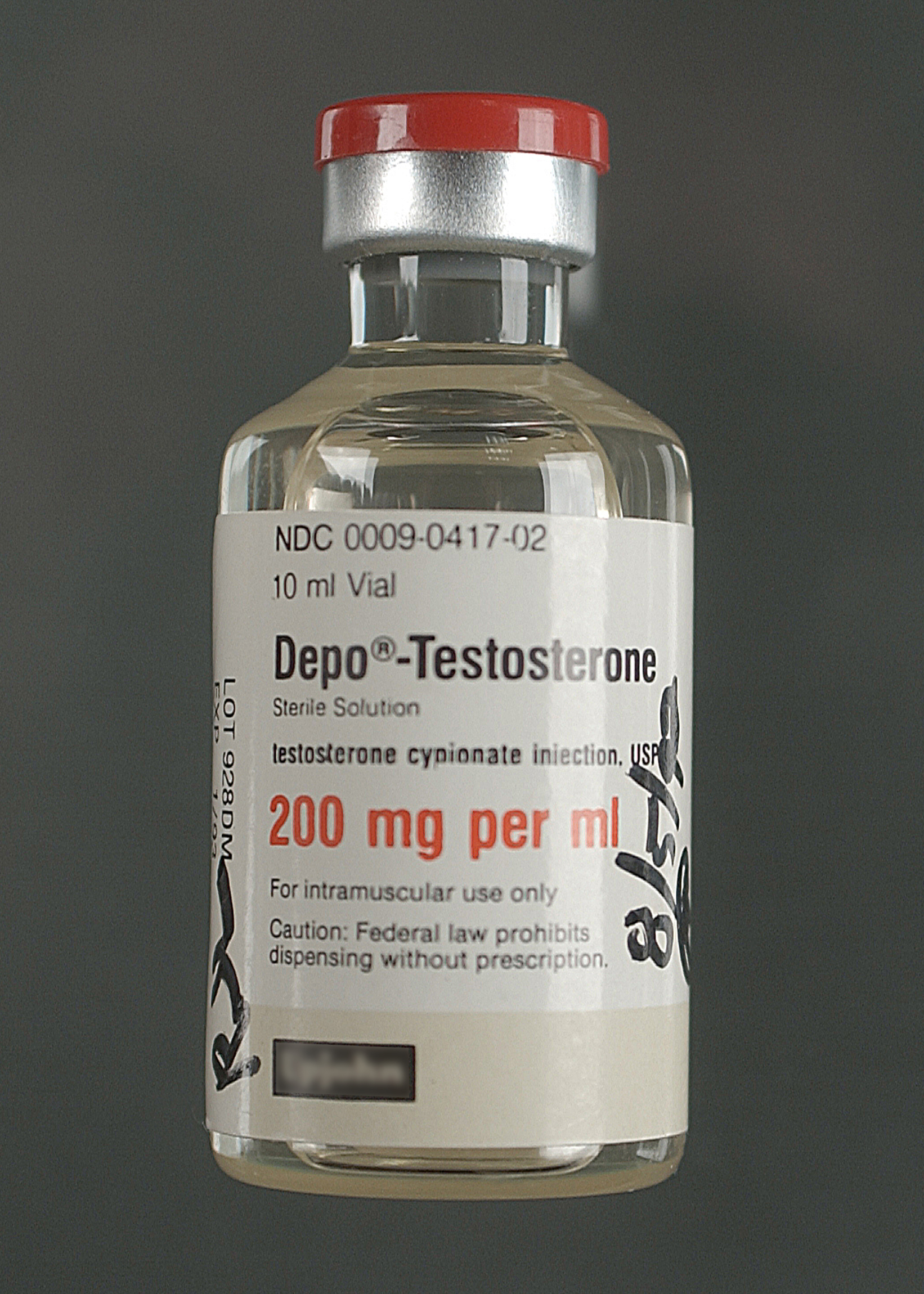
Een flesje met de anabole steroïde Depo-Testosterone (testosteroncypionaat)

Anabole steroïden, ook wel bekend als anabole androgene steroïden (AAS), zijn een klasse stoffen die structureel verwant zijn aan testosteron, het belangrijkste mannelijke geslachtshormoon. Ze veroorzaken effecten door binding aan de androgeenreceptor (AR). Anabole steroïden hebben een aantal medische toepassingen, maar worden ook door atleten gebruikt om spiermassa, kracht, en prestaties te vergroten.
Langdurig of overmatig gebruik van AAS kan gezondheidsrisico's met zich brengen. Deze risico's omvatten schadelijke veranderingen in het cholesterolgehalte (verhoogd LDL en verlaagd HDL), acne, hoge bloeddruk, en linkerventrikelhypertrofie. Deze risico's nemen verder toe wanneer atleten steroïden combineren met andere middelen. De werking van anabole steroïden op het hart kan hartinfarcten en beroertes veroorzaken. Hormonale onevenwichtigheden, zoals gynaecomastie en hypogonadisme, kunnen eveneens het gevolg zijn van AAS-gebruik. Bij vrouwen kan AAS-gebruik onomkeerbare vermannelijking veroorzaken.
Gebruik van AAS als prestatieverhogend middel in sport is controversieel vanwege de nadelige effecten en het potentieel om voordeel te behalen in fysieke wedstrijden. Het gebruik ervan wordt doping genoemd en is verboden door de meeste grote sportorganisaties, waaronder het IOC. In landen waar AAS verboden zijn, bestaat er vaak een zwarte markt waarop gesmokkelde, heimelijk gefabriceerde of zelfs vervalste middelen worden verkocht aan gebruikers.

## Anabolen
De ontdekker van de synthetische steroïden is John B. Ziegler. Als ploegarts begeleidde hij in 1954 het Amerikaans gewichtheffersteam in het wereldkampioenschap te Wenen. Nadat een Russische collega hem had ingelicht over het gebruik van synthetische testosteron op hun atleten ging hij zelf aan de slag en ontwikkelde het product Dianabol, de moeder van alle anabolen. Jaren later kreeg hij echter dezelfde atleten over de vloer met klachten als een vergrote prostaat, moeilijkheden bij het urineren, leverziektes en afwijkingen aan de teelballen.
Anabole steroïden zijn synthetische steroïden afgeleid van het mannelijk geslachtshormoon testosteron. Testosteron is het belangrijkste mannelijk geslachtshormoon dat wordt geproduceerd in de testis en de bijnierschors. Het veroorzaakt de secundaire geslachtskenmerken en bevordert de opbouw van eiwitten. Vanwege deze werking wordt het vaak als doping in de sportwereld gehanteerd. Het wordt net zoals vele andere hormonen gemaakt uit cholesterol.
Er zijn twee verschillende werkingen van anabolen;
- Er zijn er die zich binden aan de androgene ontvanger in de spiercel, waarna ze overgaan tot het omzetten van eiwitten. Dit zorgt voor de vergroting van de spiermassa.
- De andere steroïden binden zich niet of nauwelijks aan de androgene receptor maar zijn in staat er voor te zorgen dat het spierweefsel niet wordt afgebroken wanneer het lichaam glutamine aan de spieren wil onttrekken.

## Bekende gebruikers
- Arnold Schwarzenegger - voormalig bodybuilder en acteur, oud gouverneur van Californië[9]
- Lance Armstrong - voormalig professioneel wielrenner[10]
- Ben Johnson - sprinter, liep een wereldrecord op de 100 meter tijdens de Olympische Spelen van Seoel[11]
- Marion Jones -  atlete, heeft op meerdere atletiekonderdelen medailles behaald[12]
- Alex Rodriguez - honkballer, best betaalde honkballer uit de Verenigde Staten[13]
- Ria Stalman - Discuswerpster, won goud op de Olympische Spelen van L.A. in 1984[14]

Allen hebben publiekelijk hun gebruik toegegeven.

## Positieve effecten
- Anabole steroïden zorgen voor een verhoogde proteïnesynthese. De proteïnesynthese in het menselijk lichaam bevindt zich constant in een evenwicht van opbouw en afbraak, anabolen zorgen niet alleen voor betere opbouw maar ook voor een remmende afbraak.
- De stimulerende werking op de aanmaak van (hemoglobine-bevattende) rode bloedcellen. Dit leidt tot een verhoging van de zuurstofcapaciteit (VO2max), dus tot een groter uithoudingsvermogen.
- Anabolica en testosteron zouden ook zorgen voor een verhoging van de opslag van glycogeen. Uit dierexperimenten op castraten is, na toediening van deze stoffen, echter een duidelijke verlaging van het gehalte aan opgeslagen glycogeen in de skeletspieren en de hartspier gebleken.
- Aan anabolica wordt een immuunstimulerende werking toegeschreven, dat wil zeggen een versterking van de lichamelijke afweer bij infecties.
- Sneller herstel van de spieren na een workout.
- Testosteron zorgt voor een verhoogde aanmaak van het groeihormoon (STH) in het lichaam, waardoor de afzetting van calcium-mineralen in het beendergestel wordt verhoogd.
- De psychologische werking van anabolen op sporters zou een positief effect teweegbrengen op het prestatiepotentieel van de sporter.
- Verhoogde staat van concentratie (steroïden worden bijvoorbeeld ook gebruikt door studenten in de Verenigde Staten).

## Negatieve effecten
Uit tal van wetenschappelijke onderzoeken blijken zeer ernstige bijwerkingen, met name cardiovasculair. De kans op hartfalen door het gebruik van anabole steroïden neemt toe. In één studie hadden van de 17 bodybuilders die anabolen gebruik(t)en, 15 een dusdanig verdikte hartspier dat er sprake is van hypertrofische cardiomyopathie: een zeer ernstige aandoening, met gevolgen voor het inspanningsvermogen en algemeen welbevinden. Rond de 5% zal overlijden door deze aandoening.       
Bij overmatig of onjuist gebruik door vrouwen treden er vooral viriliserende effecten op, die meestal onomkeerbaar zijn.
Het zorgt voor hirsutisme, gezichts- en lichaamsbeharing, een lagere stem, ontregeling van de menstruatiecyclus en een aanzienlijke vermindering van de vrouwelijke geslachtskenmerken.
Naast hartaandoeningen kan gebruik van steroïden ook zorgen voor: 
- Krimp van de hersenen[15]
- 'Brain aging', oftewel het sneller verouderen van de hersenen.[15]
- Depressie[15]
- Acne op het hoofd, de borstkas en de rug; en andere huidproblemen.
- Ontwikkeling van borsten (gynaecomastie) door oestrogeenvorming
- Levertumoren, cirrose en geelzucht kunnen optreden (vooral bij een overdosis van orale steroïden, die twee keer door de lever komen bij inname)
- Pijn in maag- en darmkanaal en mogelijke bloedingen
- Vergroting van de prostaat bij mannen (moeilijkheden bij urineren, sommige ‘anabole sporters’ hebben sondes nodig om te urineren)
- Optreding van striae, striemen in de huid door de bovenmatig snel groeiende spiermassa
- Opgezwollen gezicht door vasthouden van water (problemen in de osmoseregeling)
- Hoge bloeddruk en afname van de goede cholesterol
- Bij mannen kunnen testikels tijdelijk een kleinere vorm aannemen indien er geen voorzorg voor wordt getroffen (proviron, pregnyl)
- Bij mannen verhoogt het de kans op impotentie.
- De natuurlijke productie van testosteron kan stoppen.
- Stoornissen in de bloedstolling (tromboses)
- Hogere kans op cataract (grijze staar)
- Spierscheuringen
- Hogere kans op haaruitval

Mensen die genetische kwalen hebben geërfd van hun ouders kunnen ook eerder last krijgen van deze kwalen. Een eigenschap van steroïden is dan ook dat het lichaamsfuncties versnelt. Genetica spelen ook een rol bij het ondervinden van eventuele negatieve eigenschappen.

## Toediening
Anabole steroïden kunnen op meerdere manieren worden toegediend: aan de ene kant door orale toediening in de vorm van capsules (het androgeen andriol) of pillen, aan de andere kant door middel van een injectie of het aanbrengen op de huid in de vorm van een gel. 
De orale inname van testosteron, zelfs in grote hoeveelheden, heeft minder effect (in tegenstelling tot injecties) op het lichaam omdat de opgenomen testosteron zéér snel in de lever wordt gemetaboliseerd in nutteloze metabolieten als androsteron en andere ketosteroïden, die dan toch uiteindelijk in de urine zullen belanden. Orale toediening op dergelijke manier is dus niet efficiënt. Het komt immers twee keer door de lever heen alvorens het bij de receptoren aankomt. 
Om deze metabolisatie van de lever te voorkomen wordt er aan de steroïden een alkyl toegevoegd, zodat ze de passage door de lever heelhuids doorkomen. Het probleem bij deze toevoeging aan de steroïden (17-AA of 17 alpha alkylated steroids zoals fluoxymesteron, methyltestosteron, stanozolol) is dat deze de lever zwaar aantasten (leverkanker, leverontstekingen (hepatitis), afsterven van de levercellen).  
Meestal wordt een origineel steroïdenmolecule met een organisch zuur vermengd, waardoor er een ester ontstaat. Deze ester wordt gemakkelijk getransporteerd in het lichaam waar ze zich kan nestelen en langzaam terug omgezet kan worden in de originele steroïden. Daarom wordt er meestal geopteerd voor de injectiemethode: de steroïden worden rechtstreeks geïnjecteerd in het spierweefsel (in een ader kan dodelijk zijn) en hoeven dus niet eerst de lever te passeren. Uiteindelijk worden ze wel onschadelijk gemaakt door de lever. Met behulp van aspireren is er een minder grote kans om in een ader te injecteren. Aspireren is het terugtrekken van de spuit nadat deze in het spierweefsel zit. Indien er zich bloed in de spuit bevindt, dan zit de naald in een bloedvat of ader. De toediener dient dan op een andere plaats te injecteren.